# Live Songs
Live Songs és el quart àlbum del cantautor canadenc Leonard Cohen realitzat durant el silenci de tres anys que hi ha entre els àlbums Songs of Love and Hate i New Skin for the Old Ceremony. És un àlbum de diferents enregistraments en directe de les peces que Cohen havia publicat fins llavors. La majoria de directes foren enregistrats a Europa entre 1970 i 1972. Fou l'àlbum més llarg dels publicats fins llavors per Cohen, amb un total de 50 minuts.
El disc consisteix en reinterpretacions, algunes amb canvis significatius en les lletres, de les cançons de l'àlbum Songs from a room i de Songs of Leonard Cohen, en canvi les peces de Songs of love and hate no hi varen entrar. Cohen també hi va incloure dues peces inèdites Please don't pass me by (A disgrace), una peça de tretze minuts enregistrada el 1970 i Minute prologue. El bonus track Queen Victòria va ser enregistrat per Cohen tot sol en la seva cambra d'hotel a Tennessee el 1972.
Al principi de la interpretació de Bird on the Wire, enregistrada a París, Cohen recita el primer vers de la peça en francès.

## Llista de temes
1. Minute Prologue (Royal Albert Hall de Londres, 1972)
2. Passing Through (Royal Albert Hall de Londres, 1972)
3. You Know Who I Am (Ancienne Belgique à Bruxelles, 1972)
4. Bird On The Wire (Salle Pleyel à Paris, 1972)
5. Nancy (Royal Albert Hall de Londres, 1972)
6. Improvisation (Salle Pleyel à Paris, 1972)
7. Story Of Isaac (Sportpalast de Berlin, 1972)
8. Please Don't Pass Me By (A Disgrace) (Royal Albert Hall de Londres, 1970)
9. Tonight Will Be Fine (Festival de l'Illa de Wight, 1970)
10. Queen Victoria (Habitació de Tennessee)